# Johnny Moped
Johnny Moped est un groupe de punk rock britannique, originaire de Croydon, à Londres, en Angleterre.

## Biographie
En mai 1974, à Croydon, une banlieue ouvrière du sud de Londres, en Angleterre, Paul Halford partage son temps entre son boulot à l'usine local d'emballage en carton et le groupe de rock dans lequel il chante, Genetic Breakdown. Le groupe compte également un certain Ray Burns, qui va plus tard s'illustrer au sein des Damned sous le nom de Captain Sensible. Genetic Breakdown serait resté un simple groupe de banlieue si la vague du punk rock n'avait pas déferlé sur Londres. Le charisme et les élucubrations sur scène de Paul Halford s'accordent en effet particulièrement bien avec les outrances du punk. Le groupe opère quelques changements de musiciens (dont un passage éclair de Chrissie Hynde) et se rebaptise Johnny Moped (Johnny Mobylette) qui est le surnom de Paul Halford.
En 1977, Johnny Moped a l'occasion de jouer parmi les premiers groupes au Roxy Club. Ils donnent deux concerts en mars 1977, en première partie de Eater, puis des Damned. Les mois qui suivent, ils jouent en première partie de Slaughter and The Dogs, Wire, X-Ray Spex et des Buzzcocks. Repérés lors de ces différents concerts, le patron du label Chiswick Records, leur propose un contrat pour un disque et en juillet 1977, Johnny Moped sort le single No One.
Hard Lovin’ Man de Johnny Moped apparait dans plusieurs compilations comme Live at the Roxy WC2 (Harvest Records, 1977). Le groupe signe avec le label Chiswick Records et publie trois singles, dont Little Queenie (une reprise de la chanson homonyme de Chuck Berry), et un album - Cycledelic - avant de se séparer. Le premier single, No-One, est inclus dans le CD sampler Long Shots, Dead Certs and Odds On Favourites en 1978, et la face B, Incendiary Device, devient 15e de la liste Festive Fifty établie par le DJ John Peel, animateur de la BBC Radio 1, en 1977. Seize ans après sa sortie, The Guinness Encyclopedia of Popular Music nomme Cycledelic l'un des 50 meilleurs albums de punk de tous les temps. La majeure partie du groupe se réunit pour un deuxième album, The Search For Xerxes, en 1991.
Un documentaire sur le groupe, Basically, Johnny Moped, produit par Fred Burns, est diffusé en septembre 2013,. En 2015, le groupe, désormais avec Rob Brook à la seconde guitare et le bassiste Jacko Pistorious, accompagnés de Johnny, Slimey et Dave, entrent en studio pour enregistrer un nouvel album. Le premier single s'intitule Ain't No Rock 'n' Roll Rookie, suivi de Super Woofa, publié au label Damaged Goods, le 31 juillet 2015, comme vinyle limité et téléchargement payant. Leur nouvel album, It's a Real Cool Baby, est publié en 2016.

## Discographie

### Albums studio
- 1978 : Cycledelic  (Chiswick Records)
- 1991 : The Search for Xerxes  (Deltic Records)
- 2016 : It's a Real Cool Baby (Damaged Goods)
- 2019 : Lurrigate Your Mind (Damaged Goods)
- 2024 : Quonk! (Damaged Goods)

### Singles
- 1977 : No One / Incendiary Device  (Chiswick Records)
- 1978 : Darling, Let’s Have Another Baby / Something Else / It Really Digs  (Chiswick Records)
- 1978 : Little Queenie / Hard Lovin' Man  (Chiswick Records)
- 2015 : Ain't No Rock 'n' Roll Rookie / Super Woofa  (Damaged Goods)
- 2016 : Real Cool Baby  (Damaged Goods)

### Compilations
- 1995 : Basically: The Best of (Chiswick Records)
- 2007 : The Bootleg Tapes: I and II  (Damaged Goods)